# Montgueux
Montgueux é uma comuna francesa na região administrativa de Grande Leste, no departamento de Aube. Estende-se por uma área de 11,25 km². Em 2010 a comuna tinha 404 habitantes (densidade: 35,9 hab./km²).